# Alsophila cunninghamii
Alsophila cunninghamii, sinónimo Cyathea cunninghamii, es un helecho arbóreo esbelto autóctono de Nueva Zelanda incluidas la Isla Norte (localidad tipo), las islas Sur y Chatham; y Australia en Victoria, posiblemente Nueva Gales del Sur, el sureste de Queensland y Tasmania.: 36   Crece en bosques húmedos, a menudo emergiendo de quebradas y riberas. Brownsey: 103 señaló que tiene una menor tolerancia a la sequía que otras especies relacionadas. El tronco erecto puede tener 20 m de altura y generalmente tiene 6–15 cm de diámetro, ocasionalmente hasta 20 cm. Las frondas son tri a tetrapinnadas y tienen 3 m o más de longitud. El raquis y el estípite son delgados, de color marrón negro, verrugosos y cubiertos de escamas marrones. Los soros se presentan a lo largo de cada lado de la nervadura central de la cápsula y están cubiertos por un indusio con forma de capucha. A. cunninghamii es un helecho arbóreo poco común y de crecimiento lento.
Las plantas de Nueva Caledonia Alsophila stelligera puede que sean la misma especie.: 118 
En su ambiente natural, A. cunninghamii se hibridiza con Alsophila australis para dar el híbrido fértil Alsophila × marcescens.: 38 